# Ферв'ю (Алабама)
Ферв'ю (англ. Fairview) — місто (англ. town) в США, в окрузі Каллмен штату Алабама. Населення — 543 особи (2020).

## Географія
Ферв'ю розташований за координатами 34°14′57″ пн. ш. 86°41′16″ зх. д. / 34.24917° пн. ш. 86.68778° зх. д. (34.249096, -86.687916).  За даними Бюро перепису населення США в 2010 році місто мало площу 7,06 км², з яких 7,02 км² — суходіл та 0,04 км² — водойми.

## Демографія
Згідно з переписом 2010 року, у місті мешкало 446 осіб у 170 домогосподарствах у складі 131 родини. Густота населення становила 63 особи/км².  Було 187 помешкань (27/км²).
Расовий склад населення:
| - 95,5 % — білих - 0,4 % — азіатів - 0,2 % — чорних або афроамериканців - 3,8 % — осіб інших рас |

До двох чи більше рас належало 0,0 %. Частка іспаномовних становила 11,2 % від усіх жителів.
За віковим діапазоном населення розподілялося таким чином: 25,1 % — особи молодші 18 років, 62,1 % — особи у віці 18—64 років, 12,8 % — особи у віці 65 років та старші. Медіана віку мешканця становила 38,6 року. На 100 осіб жіночої статі у місті припадало 101,8 чоловіків;  на 100 жінок у віці від 18 років та старших — 98,8 чоловіків також старших 18 років.
Середній дохід на одне домашнє господарство  становив 43 834 долари США (медіана — 37 750), а середній дохід на одну сім'ю — 50 564 долари (медіана — 48 500). За межею бідності перебувало 24,0 % осіб, у тому числі 36,8 % дітей у віці до 18 років та 6,5 % осіб у віці 65 років та старших.
Цивільне працевлаштоване населення становило 159 осіб. Основні галузі зайнятості: виробництво — 23,3 %, будівництво — 16,4 %, освіта, охорона здоров'я та соціальна допомога — 12,6 %, роздрібна торгівля — 10,7 %.